# イシュワラ・プラニダーナ
Īśvarapraṇidhāna「イーシュヴァラ（主）への献身」は、ヒンドゥー教とヨガ哲学における 5 つのニヤマの 1 つ。イーシュワラプラニダーナ、イーシュヴァラ・プラニダーナともいう。

## 語源と意味
イシュワラ・プラニダーナ（īśvarapraṇidhāna）はサンスクリット語で、「イーシュヴァラ（īśvara, ईश्वर）」と「プラニダーナ（praṇidhāna, प्रणिधान）」の2つの語から構成されている。イーシュヴァラは「所有者または支配者」を意味する。後のサンスクリット語の宗教文献では、神、ブラフマー、真の自己、または不変の現実を指す。プラニダーナには「触る、固定する、接触させる、注目(する)、瞑想、欲求、祈り」などの様々な意味がある。
パタンジャリの八支則に基づく宗教的翻訳においては、イーシュヴァラ・プラニダーナとは、ヨーガ・スートラで「障害とカルマに縛られない特別な人（プルシャ）であり、最初の教師（en:Guru–shishya tradition）」と定義されているイーシュヴァラ（主）に、自らの行為を捧げることを意味する。一方で、非宗教的な意味合いとしては、「受容する心」「教訓を受け入れる姿勢」「期待をコントロールし緩和すること」「冒険心や挑戦する気持ち」などを指す。